# Christoph Frey
Christoph Frey (* 17. Dezember 1962) ist ein ehemaliger Schweizer Squashspieler.

## Karriere
Christoph Frey war sechs Jahre lang Nummer eins der Schweiz. Mit der Schweizer Nationalmannschaft nahm er 1987 und 1989 an der Weltmeisterschaft teil. Im Einzel stand er 1987 im Hauptfeld der Weltmeisterschaft und schied in der ersten Runde gegen Peter Hill aus. Darüber hinaus gehörte er 1989 und 1991 zum Schweizer Kader bei den Europameisterschaften. 1988 und 1989 wurde er Schweizer Meister.
Frey gründete im Jahre 2012 den Squash Club Fricktal und war federführend beim Bau der Squashanlage in Frick.

## Erfolge
- Schweizer Meister: 1988, 1989